# Cheiridopsis speciosa
A Cheiridopsis speciosa a szegfűvirágúak (Caryophyllales) rendjébe, ezen belül a kristályvirágfélék (Aizoaceae) családjába tartozó faj.

## Előfordulása
A Cheiridopsis speciosa előfordulási területe a Dél-afrikai Köztársaság nyugati felén, főleg a Namaqualand régióban található.